# Libnotes trisignata
Libnotes trisignata är en tvåvingeart som först beskrevs av Walker 1865.  Libnotes trisignata ingår i släktet Libnotes och familjen småharkrankar. Inga underarter finns listade i Catalogue of Life.